# TVM (Malte)
Television Malta (TVM) est la première chaîne de télévision nationale de Malte. TVM est exploitée par Public Broadcasting Services Ltd (PBS) qui est une entreprise publique.
TVM diffuse un mélange d'informations, de sport, de divertissement, de magazines et des programmes pour enfants. Elle est financée par une subvention du gouvernement et par la publicité. La majorité des programmes diffusées sur TVM sont produits à l'extérieur de PBS. PBS publie les détails sur les types de programmes qu'il souhaite voir diffuser sur TVM et les sociétés de production fournissent à PBS un rapport détaillé de leurs projets d'émissions pour TVM.
La plupart des programmes sont diffusés en maltais, cependant, étant donné que les Maltais parlent le maltais et l'anglais, il y a également des programmes en anglais, principalement des émissions venant de la BBC et d'ITV. De plus, les soirées du dimanche sont dédiées aux classiques de la comédie britannique et les samedis soir, à des films en anglais.
Le bulletin d'informations en anglais d'Euronews est aussi diffusé quotidiennement.
En octobre 2011, PBS annonce une refonte du graphisme de la marque TVM pour marquer les 50 ans de la création de la chaîne maltaise en 2012. La nouvelle image de la marque rend hommage aux anciennes identités de TVM et utilise la croix de Malte qui est très présente dans la nouvelle séquence d'ouverture de L-Aħbarijiet (Les Nouvelles).
En mars 2012, PBS commence à émettre les émissions de sa nouvelle chaîne TVM 2 qui remplace Education 22 (E22) et qui diffuse des programmes de 15 h à 0 h.
Le 8 mars 2012, PBS débute également la transmission de TVM HD, la première et actuellement la seule chaîne HD de Malte. La chaîne est accessible sur la chaîne 110 de la Melita Netbox ou iBox.

## Programmes

### Informations
Le journal de la chaîne L-Aħbarijiet TVM est diffusé tous les soirs à 20 h. Il y a aussi différents flashs infos mises à jour tout au long de la journée (à 12 h, 14 h, 16 h, 18 h, 21 h 45 (sauf le samedi) et 23 h 15). Il existe également une version du journal en langue des signes ainsi que TVM News, un résumé des informations de la journée en anglais, tous deux, diffusés qu'une seule fois dans la journée.
En octobre 2011, L-Aħbarijiet a reçu un relooking comme pour le reste de TVM pour marquer les 50 ans de TVM.
La chaîne diffuse des bulletins d'EuroNews en anglais et a, dans le passé, utilisé des bulletins de la chaîne britannique ITN.

### Autres programmes (en automne 2011)

#### Programmes matinaux
TVAM est le programme matinal de TVM et est présenté par Daphne Cassar, Pierre Portelli et Joe Mifsud. Également, la rédaction de TVM fournit également des bulletins d'informations pour le programme.

#### Début de soirée
Des divertissements familiaux sont diffusés durant la plupart des débuts de soirées en semaine.  Ces divertissements comprennent les jeux télévisés Kwiżżun et Puree présentés respectivement par Carlo Borg Bonnaci et Ronald Briffa. Ils sont suivis à 20 h par le journal principal de la journée.

#### Première partie de soirée
Le vendredi et le dimanche, L-Aħbarijiet (Les Nouvelles) est suivi par des films dramatiques et des comédies comme Deċeduti, Min Imissu, Salib it-Toroq, Bijografiji et D.R.E.A.M.S.. Le samedi, le programme de débats DISSETT suivent les informations.

#### Fin de soirée
Après les informations de 21 h 45, la grille de programmes est dominée par les programmes d'information et de débats. En effet, Bondi+ est diffusé les mardis et jeudis, Qalbinnies le lundi et Lenti les mercredis. Ils sont suivis par des magazines de style de vie à 22 h 45 dont le programme sur les automobiles PaqPaq. Les programmes de la soirée se terminent par un bulletin d'informations en anglais à 23 h 15.

#### Week-end
Le week-end, des films en anglais sont diffusés le samedi soir de 21 h 45, après l'émission de débats DISSETT, jusqu'à la plupart du temps 23 h 15 (étant donné que les films durent la majorité du temps qu'une heure) même si parfois quand un film dure plus de 2 h, le film continue après les informations de 23 h 15 et est mentionné comme une émission de la nuit. Enfin, des programmes religieux sont programmés le dimanche matin et des classiques de la comédie britannique sont diffusés avant les informations de 20 h.

## Identité visuelle

Logo de TVM
Logo entre 2011 et 2021.
Logo (chaîne) depuis 2021.